# Tod in den Anden
Tod in den Anden (span. Lituma en los Andes) ist ein Roman des peruanischen Literatur-Nobelpreisträgers Mario Vargas Llosa aus dem Jahr 1993.

## Überblick
Korporal Lituma und sein Amtshelfer Gendarm Tomás Carreño wurden von der peruanischen Pazifikküste in die Anden kommandiert. Beide Polizisten sollen das Verschwinden dreier Männer von der dortigen Straßenbaustelle Naccos aufklären. Alle drei vermisste Personen sind unter den indianischen Straßenbauarbeitern Außenseiter. Der junge Pedrito Tinoco aus Abancay ist stumm und Casimiro Huarcaya ist ein Albino. Schließlich versteckt sich Don Medardo Llantanac, stellvertretender Gouverneur von Andamarca, als Vorarbeiter der Sprengbohrer in Naccos getarnt, vor den Terroristen vom „Leuchtenden Pfad“ unter dem falschen Namen Demetrio Chanca. Höchstwahrscheinlich wird dem Korporal Lituma das ungeheuerliche Ermittlungsergebnis kein Vorgesetzter abnehmen, weil es zwar auf Aussagen, nicht aber auf handfesten Beweisen basiert. So teilt der Polizist es nur dem Leser mit: Die Betreiber der Baustellen-Kantine, das Wirtsehepaar Dionisio und Adriana, hatten die zweihundert Hilfsarbeiter, also die einheimischen abergläubischen Indios, aus den umliegenden Bergregionen Huancayo, Ayacucho und Apurímac stammend, zum Kannibalismus angestiftet. Die Überreste der drei schaurigen Mahlzeiten waren in die Schachtöffnung eines verlassenen Bergwerks geworfen worden. Motiv: Um Katastrophen wie Bergrutsch et cetera zu begegnen, sollten die Berggeister und Bergwerksteufel, als da sind apus, amarus (Drachen) und mukis, besänftigt werden. Nebenbei wollte man sich auf der Baustelle mit den gelegentlich unangemeldet marodierenden Terroristen gutstellen.

## Inhalt
In der gottverlassenen Gegend haben sich die beiden Polizisten in ihrem Posten, einer Notunterkunft, eingerichtet. Manchmal kommt der Radiosender Junín herein. Bewaffnet und verbarrikadiert erwarten die Repräsentanten der peruanischen Staatsmacht nachts furchtsam die Terroristen. Letztere bleiben zwar über den ganzen Roman hinweg fern, wohl aber ist in der Kantine der Straßenbauer von mehreren Massakern die Rede.
Lituma geht das Verschwinden Pedrito Tinocos besonders nahe. Gendarm Tomás Carreño hatte den Stummen aus Andahuaylas  mitgebracht. Der geistig zurückgebliebene Vikunja-Hirte Pedrito hatte hoch oben in Pampa Galeras einen Überfall der Terroristen – bewaffnete Kämpfer gegen den Imperialismus – überlebt. Später dann hatte er sich auf dem kleinen Polizeiposten Naccos als Mädchen für alles nützlich gemacht.
Bei seinen polizeilichen Nachforschungen konzentriert sich Lituma von Anfang an auf das Wirtsehepaar in der Kantine, weil er es für die Aufwiegelung der Indios verantwortlich macht. Bei Doña Adriana, die der Korporal für die Hauptschuldige hält, stößt er auf Gleichgültigkeit. Deren ebenfalls abgebrühter Mann nimmt den Polizisten sogar lachend auf den Arm. Dabei bringen beide Ehepartner immer wieder eine tief sitzende Überzeugung zum Ausdruck: Hinter allem Ungemach, hinter jeder Teufelei steckt die Berggottheit. Unter anderem träten sie die huaycos los. Das sind Sturzbäche, die nach einem Unwetter Erde und Felsbrocken gleichsam als Lawine zu Tal reißen. Lituma überlebt in der zweiten Romanhälfte – zu Fuß auf dem Heimweg von einer Amtshandlung in dem benachbarten Silberbergwerk „La Esperanza“ – nur mit Glück ein solches Naturschauspiel, das ein halbes Jahr Arbeit der Straßenbauer an nur einem Abend zunichtemacht. Jedenfalls will das Ehepaar den Ermittler Lituma allen Ernstes glauben machen, ein Pishtaco – das ist ein mythisches menschenfressendes Monster der alten Peruaner – habe die drei Unglücklichen verschlungen. Die eigentlichen Herrscher der Berge um Naccos seien die oben genannten apus.
Der Wirt Dionisio will Lituma das Geheimnis um den Verbleib der drei Vermissten verkaufen, damit er und seine Frau Naccos endlich verlassen können. Der Polizist ist zahlungsunfähig.
Am Ende von Vargas Llosas Lituma-Texten sind prinzipiell Strafversetzungen der unschuldigen Uniformierten vor Ort an der Tagesordnung. So auch hier. Zwar wird der erfolglose Korporal Lituma zum Unteroffizier befördert, muss aber den abgelegenen Posten Santa María de Nieva in der Selva kommandieren. Der Gendarm Tomás Carreño hat mehr Glück. Er wird nach Piura – direkt in die ziemlich zivilisierte Heimatstadt seiner geliebten Frau Mercedes – versetzt.

## Form und Interpretation
Das Buch lässt sich, wie der Titel suggeriert, als Kriminalroman lesen. Die Auflösung des Falls kommt am Romanende nicht überraschend daher. Das große Thema, Menschenopfer der alten Peruaner beim Wegebau – fortgesponnen in den neuzeitlichen Straßenbau im Hochgebirge, wird in der Romanmitte explizit genannt. Der Saumpfad soll durch eine Straße ersetzt werden. Die darob erzürnte Berggottheit muss besänftigt werden.
Zehn Kapitel sind in zwei Teilen und einem Epilog untergebracht. Der erste Teil hat fünf und der zweite Teil vier Kapitel. Im ersten Kapitel werden gleich drei Handlungsstränge eröffnet. Erstens betreten die beiden Polizisten den Tatort Naccos und schauen sich um. Zweitens werden la petite Michèle und Albert, ein junges französisches Rucksacktouristenpaar, bei einem Überfall auf den Omnibus nach Andahuaylas von den Terroristen tot gesteinigt. Und drittens erzählt der Gendarm dem Korporal langatmig die Geschichte seiner großen Liebe zu Mercedes Trelles aus Piura. Genauer, die Schwärmerei ist ein Strang, der über den ganzen Roman hinweg ausufernd verteilt ist und mit dem oben im Überblick skizzierten Kriminalfall überhaupt nichts zu tun hat. Zumindest hat diese verrückte, humorvolle Liebesgeschichte drei kleine Funktionen. Sie motiviert erstens die Anwesenheit des Gendarms, dieses Deserteurs der Gendarmerie, der sich reuig freiwillig an den sehr abgelegenen Tatort in ein Notstandsgebiet in die Region Andahuaylas schicken lässt. Sie unterhält zweitens Lituma und den Leser als ellenlange und trotzdem lesenswerte Story mit Happy End. Lituma leidet drittens in der Männerwelt der Straßenbauer an akutem Frauenmangel. So nimmt er die Geschichte von der reizvollen Mercedes jederzeit begierig auf. Ein diesbezüglicher Höhepunkt wird von langer Hand vorbereitet. Als Mercedes schlammverkrustet auf der Baustelle in den Anden erscheint, fragt sich Lituma: Ist das die Meche? Der Leser muss allerdings das Stück „La Chunga“ kennen, um die Frage zu verstehen.
Ein vierter Handlungsstrang darf nicht vergessen werden. Die Ich-Erzählerin Adriana tritt mehrfach in längerer mythenbeladener wörtlicher Rede auf. Die Adressaten des Monologs kann der Leser erst gegen Romanende nach einer Bemerkung Litumas identifizieren. Der Korporal fragt die Sprecherin, warum sie als seine Hauptschuldige ihm das nie erzählt hat, sondern immer nur den Indios in der Kantine.
Vargas Llosas locker-leichter Ton reizt zum Weiterlesen. Jede Plumpheit wird sorgsam vermieden. Bei der Beschreibung der zweiten Steinigung, der die jahrzehntelang in den Anden operierende Umweltaktivistin Señora d'Harcourt und ihr Mitarbeiter – beide aus Lima – zum Opfer fallen, wird das schreckliche Ende nur angedeutet. Der Leser weiß ohnehin Bescheid. Allerdings wird das deutliche Aussprechen der Todesart weiter hinten unmissverständlich nachgeholt.
Die Peru-Kenner stößt während der Lektüre auf einen Klassiker: „ein Mensch namens Prescott“.
Der Erzähler macht sich mit Lituma gemein; redet von „Scheißhochland“ Natürlich dürfen bei der schnodderigen Erzählweise verzeihliche Verstöße gegen die Logik nicht fehlen: Was für ein Widersinn – die Vermissten Huarcaya und Pedrito tauchen in Lituma-Handlungssträngen auf! Dazu passend existiert noch ein weiteres Beispiel. Als Gendarm Tomás Carreño seinem Vorgesetzten Lituma schier endlos Berichte über Abenteuer mit seiner Mercedes in Dialogform auftischt, redet Lituma andauernd dazwischen, als wäre er als Dritter dabei gewesen.

## Relationen
Korporal Lituma aus Piura ist dem Vargas-Llosa-Leser aus „Das grüne Haus“, „Wer hat Palomino Molero umgebracht?“ und aus dem Stück „La Chunga“ bestens bekannt. Eine der raren Stellen, an der etwas vom Aussehen des Protagonisten mitgeteilt wird, nennt die stumpfe Nase und dunkle, kleine Augen.

## Mythos
Vargas Llosa habe sowohl die griechische, die Inka-Mythologie als auch die Huancas – alte Peruaner, vormals ansässig um Junin – eingearbeitet. Für das verbrecherische Ehepaar Dionisio und Adriana seien die griechischen Gatten Dionysos und Ariadne Vorbild. Zum Beispiel bläst Dionisio während seiner Dionysien die Quena. Sogar den Ariadnefaden hat der Autor im Roman drin – allerdings auf seine Art: Der großnasige Eindringling ins Labyrinth isst zuvor sehr stark und vermag somit unterwegs ziemlich äquidistant Häufchen zu setzen. Dank seines überdimensionalen Riechorgangs gestaltet sich die Rückkehr unproblematisch. Bei genauerem Hinsehen sind in dem Gemenge aus griechischer und altamerikanischer Mythologie auch noch passende christliche Elemente enthalten: Bevor den armen stummen Pedrito Tinoco sein Schicksal in der Kantine ereilt, erhält er vom Wirt Dionisio mehrfach den Judaskuss.
Vargas Llosa erzählt von altperuanischer Überlieferung. In einem Matriarchat war nach einem alljährlichen Fest ausnahmslos ein von wildgewordenen Frauen eingekreister einzelner Mann das zu zerfleischende Schlachtopfer. Freilich stehen auf der Baustelle im 20. Jahrhundert nur Männer als Kannibalen zur Verfügung.

## Rezeption
- Marie Arana-Ward[23] schreibt in der „Washington Post“ vom 25. Februar 1996, es handele sich um keinen Kriminalroman, sondern um gekonnt verpackte Gesellschaftskritik.
- Nach Clara Isabel Martínez Cantón[24] liegt eine archaische Utopie vor.

### Verwendete Ausgabe
- Tod in den Anden. Roman. Aus dem Spanischen von  Elke Wehr. Suhrkamp, Frankfurt am Main 1997 (st 4327, 1. Aufl. 2011), ISBN 978-3-518-46327-7

## Anmerkung
1. ↑  
Neben der unter „Form und Interpretation“ aufgeführten Steinigung der beiden französischen Touristen hat Vargas Llosa noch weiteres Gemetzel, Auspeitschungen und so fort erzählerisch ausgeführt (zum Beispiel verwendete Ausgabe, S. 104 und folgende, S. 140, 3. Z.v.u. bis S. 163, 1. Z.v.u.).